# 吉川りりあ
吉川 りりあ（よしかわ りりあ、1970年7月11日 - ）は、日本のグラビアアイドル、元AV女優。

## 略歴
- 1990年に『ふりむいても紅色（くれない）』でAVデビュー。

## 人物
異なるプロフィールがいくつかある。
- XCITYプロフィールでは、B:82・W:59・H:84としている[3]。
- FANZAプロフィールでは、B:82(Aカップ)・W:59・H:84としている[4]。
- 「麗しのリーお嬢様」のケース裏面のプロフィールでは、B:82・W:55・H:84としている[1]。
- 「花嫁の生下着 2」のケース裏面のプロフィールでは、B:82(B-70)・W:55・H:84としている[2]。

趣味:ショッピング、ピアノ。
初体験:19才。

## 作品

### アダルトビデオ
1990年
- ふりむいても紅色（くれない）（11月30日、アリスJAPAN）※デビュー作
- 麗しのリーお嬢さま 犯される理由（12月21日、VIP）
- とってもたまりりあ シャドー・オブ・ナイト（?、KUKI）

1991年
- サディスティックラーゲ（1月5日、シェール）
- 水蜜桃しぼりきるまで（1月20日、バズーカ）
- おしりしゃぶり（2月8日、アリスJAPAN）
- ランジェリーコレクション 2（2月20日、英知出版）全7名
- 花嫁の生下着 2（2月28日、KUKI）
- エロスマーケット 肉欲市場（3月9日、ステラ）
- 若妻どれい 背徳のエクスタシー（3月22日、シャイ企画）
- コックファーザー 性霊の棲む館（4月9日、ミス・クリスティーヌ）
- 宇宙企画のスーパーランジェリー（4月14日、宇宙企画 UF-77）全8名
- 義母の甘い匂い（4月20日、大陸書房）
- フラッシュパラダイス（4月26日、アリスJAPAN）
- 女教師悪夢の罠（5月9日、エッチアールシー）
- 高級OL倶楽部 吉川りりあ（5月24日、シャイ企画）
- マドンナメイトスペシャル 特撮版 2（5月25日、二見書房）全14名
- 奥さま腰をどうぞ（6月1日、ミス・クリスティーヌ）
- とろける課外授業。 先生の秘蜜 吉川りりあ・後藤えり子・樹まり子（6月5日、笠倉出版社）全3名
- プライベートルーム（6月10日、ジェット）
- 女教師りりあ（6月25日、ファイブスター FV-8868）
- ザ・ナースメモリー 5 北原ななせ・吉川りりあ 他（6月、笠倉出版社）
- 逆ソープ天国（7月5日、アリスJAPAN）
- AV TOPギャルズベスト10 2 あぶない贈り物（7月5日、笠倉出版社 AVJ32-45）全10名
- 若奥様は同級生 3 小林里穂 多岐川裕里 楠本みいな 吉川りりあ（7月10日、Five Star FV-8874）
- 女教師いじめて 吉川りりあ・栗原夕夏・上田美緒（7月15日、笠倉出版社）全3名
- 人間失格の烙印（7月18日、クリスタル映像）
- 看護婦ワイセツ日記 2 吉川りりあ・高岡愛・神崎美穂（7月20日、笠倉出版社）全3名
- 看護婦の淫ら検診 吉川りりあ・秋真琴・橘優希（7月25日、二見書房）全3名
- 淑女館 5 小林里穂・穂高奈奈・吉川りりあ（7月28日、宇宙企画）全3名
- ナース快楽館 4（8月10日、ファイブスター）全5名
- デカダンスの匂い… 背徳の午後（8月20日、アイビック）
- 吉川りりあSPECIAL お熱いのがお好き（9月5日、笠倉出版社）
- パッショネイト・ラブ（9月10日、大洋図書）
- 汚れたOL達 もう誰も愛さない 白鳥慶子・吉川りりあ・杉本綾香 （9月10日、シャイ企画）全3名
- 若妻りりあの開いた口はふさがらない!!（9月14日、ステラ）
- 美獣姫（10月9日、ファイブスター）
- 妖獣教室 4 桜樹ルイ・吉川りりあ（10月18日、徳間書店）※アニメ作品 - 声の出演
- 夫との真実の愛見せます（11月14日、シェール）※結婚引退作品
- 5匹の名器姫（11月15日、笠倉出版社）全5名
- 背徳のイヴたち 2（12月12日、ファイブスター）全4名
- AV TOP ギャルズベスト10 3 あぶない贈り物（12月15日 笠倉出版社 AVJ32-77）全10名
- 淫とれ乱す もうがまんできない（?、新東宝ビデオ）
- 熱いの入れてよ!! 一の樹愛・吉川りりあ（?、TOPGEAR PA-02）
- 原色VIDEO図鑑 OL倶楽部 4 吉川りりあ ほか（?、宇宙企画 UF-79）
- 顔面シャワーエレクト 10+5 PART.13（?、クリスタル映像 CS-24）全15名
- バナナ美人（?、テクニリンクス）

1992年
- コレクションX スペルマ狂いの天使たち（1992年1月18日、KUKI QX208）全10名
- 100人のマドンナ 2（2月15日、笠倉出版社）全25名
- 女教師SPECIAL（2月25日、笠倉出版社）全7名
- 恥辱のマドンナ スーパーコレクション'93（2月、イメージ・ボックス CV-1107）全12名
- フラパラ8連発！！ フラッシュパラダイス特選総集編（6月19日、アリスJAPAN）全8名
- AV痴恵蔵 108人のマドンナたち 1（7月18日、K.K.タイリク）全36名
- ナース天国SPECIAL（8月14日、笠倉出版社）全20名
- 女教師悪夢の罠 スペシャル（11月6日、エッチアールシー/シェール）全4名
- 濡れすぎたマシュマロ（?、パンプキン・ハウス PX-11）

1993年
- 若奥様スペシャル（1月18日、笠倉出版社）全10名
- 高級オナペット倶楽部 3 小林愛美・吉川りりあ・北原ななせ 他（5月13日、明文社）
- 桃尻学園性感授業（5月27日、東京三世社）※「女教師悪夢の罠」を再編集したもの
- AVギャル烈伝 4（10月1日、笠倉出版社）全28名
- あぶない若妻スペシャル（11月13日、笠倉出版社）全20名
- おしゃぶりパラダイス 吉川りりあ・沢木まりえ・早匂みづき（?、アイダス JA-01）全3名
- 新任教師淫らな新妻（?、オフ）

1994年
- 120人の美女 AV秘蔵コレクション 1（12月15日、笠倉出版社）全30名
- ザ・レイプスペシャルコレクション 名場面フラッシュ特選版（12月25日、二見書房/マドンナ社 MV-110）全15名

1995年
- 120人美女館 AV10年史 2（11月11日、笠倉出版社）全30名

1997年
- アリスメモリーズ Vol.3 希志真理子・朝岡実嶺・吉川りりあ 他（5月14日、アリスJAPAN）

2000年
- レイプ Vol.1（2月25日、メディアバンク ARD-012）全19名

2001年
- 人妻倶楽部 御藤静・木田彩水・吉川りりあ 他（6月22日、メディアバンク AMD-049）全8名
- TEACHERS（8月31日、HRCホームビデオ）全5名

2002年
- Lyric fantasy（2月8日、エッチアールシー）※「女教師悪夢の罠」「夫との真実の愛見せます」を収録
- 若妻どれい DVD PERFECT COLLECTION（9月20日、シャイ企画）全8名

2003年
- よみがえるAV黄金期の女優たち 3（4月20日、鹿砦社）全5名
- プロジェクトXXX フェロモン女優セレクション（7月18日、日本メディアサプライ）全10名

2004年
- ノーカット4時間!! 吉川りりあ（5月14日、アリスJAPAN）※「ふりむいても紅色」「おしりしゃぶり」「フラッシュパラダイス」「逆ソープ天国」を収録
- Legend 吉川りりあ（11月26日、ロイヤルアート）※「エロスマーケット」を収録

2007年
- Legend Plus VOL.4 飯島愛・吉川りりあ・早見瞳（12月7日、エー・エス・ジェイ）全3名 ※「同級生は甘ずっぱく濡れて/飯島愛」「淫とれ乱す もうがまんできない/吉川りりあ」「淫乱プリンセス/早見瞳」を収録

2009年
- 20世紀女優 AVアイドル秘宝館5時間（7月25日、群雄社）全10名

2014年
- 復刻セレクション Wパック とってもたまりりあ ＆ 花嫁の生下着 2（2014年10月1日、KUKI）※「とってもたまりりあ」「花嫁の生下着 2」を収録

発売年不明
- Wai Wai くらぶ 創刊5号（リイド社）VHS ※イメージビデオ
- 超絶頂伝説 8 淫内感染危ない看護婦編（まんかい30 MKS-008）VHS 全30名
- 超絶頂伝説 10 究極の美少女いんらん編（まんかい30 MKS-010）VHS 全30名
- コレクター北条満編集 41 完全絶頂コレクション痙攣60人（?、コレクターズ・システム販売 HJM-41）VHS 全60名

### アダルトビデオ（無修正）
- フォーエバー 永遠の恋人 Vol. 6 吉川りりあ（2007年6月20日、フェアリー）

### Vシネマ・オリジナルビデオ
- いんらん美姉妹 義兄あさり（1991年4月26日、エクセス）監督:浜野佐知[5]
- ファッションヘルス物語（1991年8月23日、徳間ジャパンコーポレーション）監督:北沢幸雄[6]

## 出版

### 写真集
- ビデオアイドルコレクション30通のラブレター 渡辺由架 小森愛 ほか(1991年1月1日、英知出版) 撮影:木村智哉 全30名
- 看護婦 淫らな注射（1991年9月25日、マドンナ社）撮影:米本光穂 ISBN 9784576911038
- SUPER NUDE COLLECTION V 小松みゆき・小鳩美愛・吉川りりあ ほか　全26名（1991年12月25日、スコラ）

### 雑誌
- デラべっぴん 1990年12月号（英知出版）
- WEEKLY プレイボーイ 1991年1月29日号（集英社）
- オレンジ通信 1991年1月号、3月号、4月号、10月号（東京三世社）
- ビデオボーイ 1991年2月号、5月号、10月号（英知出版）
- スコラ 1991年3月14日号（スコラ）
- すッぴん 1991年4月号（英知出版）
- ビデオ・ザ・ワールド 1991年4月号（白夜書房）
- ザ・ヒットMAGAZINE 1991年4月号（三和出版）
- URECCO 1991年5月号、9月号（ミリオン出版）
- ギャルズ通信 1991年5月号（日本出版）
- VIDEO-X 1991年5月号、12月号（笠倉出版社）
- GRACE 1991年6月号（若生出版）
- おとこの遊び専科 1991年6月号（青人社）
- アップル通信 1991年7月号（三和出版）
- 魅惑のランジェリー 1991年8月号（光彩書房）
- ACTRESS 1991年8月号（リイド社）
- TOP TEN MATE 1991年8月号、9月号、11月号 （若生出版）
- ベストビデオ 1991年8月号（三和出版）
- GIRL Friends 1991年8月号（若生出版）
- SUPER デラべっぴん 1992年2月号（英知出版）
- Under Sexies（?、司書房）

## ゲーム
- セクシーアイドル麻雀（1993年12月24日、日本物産、PCエンジンスーパーCDソフト）全12名